# Амитивил: Буђење
Амитивил: Буђење (енгл. Amityville: The Awakening) је амерички натприродни хорор писца и редитеља Франка Калфоуна и главне улоге играју Џенифер Џејсон Ли, Бела Торн, Камерон Монахан, Макена Грејс, Томас Ман, Тејлор Спрејтлер, Џенифер Морисон и Куртвуд Смит. Представља десети део главне филмске серије Амитивилски ужас и директни наставак/метафилм која се одвија у „стварном свету” ван континуитета серије која успостављају филмови Амитивилски ужас (1979), наставци од 1982. до 1995. и римејка оригиналног филма као фикције. Његова радња прати тинејџерку која се са породицом усељава на авенију Оушен 112, који се убрзо проналазе уклетима од стране демонског ентитета користећи тело њеног мождано-умрлог брата близанца као превозно средство.
Снимљен 2014. године, филм је претрпео бројна одлагања, пре него што је коначно објављен бесплатно на Google Play-у 12. октобра 2017. године. Објављен је од стране Dimension Films-а са ограниченим објављивањем 28. октобра 2017. године. Представља последњи филм објављен од стране RADiUS-TWC-а, пошто се компанија угасила заједно са The Weinstein Company-јем 16. јула 2018. године. Филм је објављен 27. јула 2017. године у Србији, од стране MegaCom Film-а.

## Радња
Бел, њена мала сестра Џулијет и њен коматозни брат близанац, преселили су се у нову кућу са својом самохраном мајком Џоаном, како би уштедели новац и тиме могли да плаћају братово скупо лечење. Али када почну да се појављују чудни феномени у кући, укључујући и чудесни опоравак брата и Белине ужасне ноћне море, Бел почиње да сумња да јој мајка не говори све—убрзо схвата да су уселили у озлоглашену Амитивилску кућу.

## Улоге
| Глумац            | Улога          |
| ----------------- | -------------- |
| Бела Торн         | Бел Вокер      |
| Камерон Монаган   | Џејмс Вокер    |
| Џенифер Џејсон Ли | Џоун Вокер     |
| Макена Грејс      | Џулијет Вокер  |
| Томас Ман         | Теренс         |
| Тејлор Спрејтлер  | Мариса         |
| Џенифер Морисон   | Кендис         |
| Куртвуд Смит      | др Кен Милтон  |
| Робин Аткин Даунс | наратор (глас) |